# Чемпіонат України з настільного тенісу 2016
Чемпіонат України з настільного тенісу 2016 року — особисто-командна першість України з настільного тенісу, що відбулась з 1 по 3 вересня 2016 року в місті Чернігів (Чернігівська область) під егідою Федерації настільного тенісу України (ФНТУ).
Змагання проходили в спортивному залі СК «Хімік» по вулиці Івана Мазепи, 78, Чернігів, Чернігівська область.

## Переможці
- Командна першість. Чоловіки:

1. Київ-1 (Євген Прищепа, Володимир Лушніков).
2. Дніпропетровська область-1 (Дмитро Писар, Ігор Завадський).
3. Львівська область (Богдан Когут, Олександр Тимофєєв).

- Командна першість. Жінки:

1. Одеська область (Наталія Алєксєєнко, Ганна Фарладанська).
2. Запорізька область (Євгенія Васильєва, Еліна Вахрушева).
3. Київ-1 (Соломія Братейко, Катерина Кізюк).

- Особиста першість. Чоловіки:

1. Лей Коу (Донецьк).
2. Євген Прищепа (Київ).
3. Віктор Єфімов (Київ).

- Особиста першість. Жінки:

1. Євгенія Васильєва (Запоріжжя).
2. Наталія Алєксєєнко (Одеса).
3. Зоя Новикова (Дніпро).

- Парний жіночий розряд:

1. Зоя Новикова — Євгенія Васильєва.
2. Наталія Алєксєєнко — Ганна Фарладанська.
3. Вероніка Перебийніс  — Соломія Братейко.

- Парний чоловічий розряд:

1. Євген Прищепа — Дмитро Писар.
2. Олександр Тужилін — Олександр Тимофєєв.
3. Денис Калачевський — Ігор Завадський.

- Парний змішаний розряд:

1. Євгенія Васильєва — Євген Прищепа.
2. Наталія Алєксєєнко — Віктор Єфімов.
3. Ганна Фарладанська — Ігор Завадський.